# Austin (Arkansas)
Austin é uma cidade localizada no estado americano de Arkansas, no Condado de Lonoke.

## Demografia
Segundo o censo americano de 2000, a sua população era de 605 habitantes. 
Em 2006, foi estimada uma população de 1037, um aumento de 432 (71.4%).

## Geografia
De acordo com o United States Census Bureau, a localidade tem uma área de 7,7 km², sem área coberta por água.

## Localidades na vizinhança
O diagrama seguinte representa as localidades num raio de 24 km ao redor de Austin. 